# Flúðir
Flúðir es un pequeño pueblo situado en el municipio de  Hrunamannahreppur, en la región de Suðurland, Islandia. No muy lejos de Geysir (el géiser más antiguo que se conoce) y de la cascada Gullfoss.